# Куки-чинские языки
Куки-чинские языки (языки мизо-куки-чин) — группа языков в составе ветви куки-чин-нага тибето-бирманских языков. Носители этих языков в Мьянме известны как чин, в Индии в основном как куки, но часть идентифицирует себя как нага; отдельной группой считаются мизо. Распространены на смежных территориях северо-восточной Индии (штаты Мизорам, Манипур, южный Ассам), западной Мьянмы (области Чин, частично Ракхайн, Сикайн и Магуэ) и юго-восточной Бангладеш (Читтагонгский горный район).

## Внутренняя классификация
Если единство этих языков достаточно очевидно и не подвергается сомнению, относительно внутренней классификации единого мнения нет. Тэргуд (Thurgood) вслед за предыдущими исследователями выделяет четыре подгруппы:
- старокукийская подгруппа (Old Kuki) — Индия (Манипур):
  - хмар, харам-нага, тарао-нага, чоте-нага, монсанг-нага, мойон-нага, пурум-нага, аймол, анал;
- северная подгруппа — Индия (Манипур, юг Ассама, северо-восток Мизорама, частично соседние штаты), Мьянма (северный Чин, западный Сикайн)
  - бете, чиру, сийин, тиддим, фалам, гангте, рангхол, ком, ламканг, пайте, пурум, ралте, сакехеп, симте, тхадо[англ.], вайпей, йос, зоме;
- центральная — Индия (Мизорам), Мьянма (Чин, Ракхайн, запад Магуэ), Бангладеш (Читтагонгский горный район)
  - мизо, баум, хака, нгаун, зотунг, дарлонг, панкху, сентанг, таур;
- южная — Индия (юг штата Мизорам), Мьянма (южный Чин, Ракхайн, зап. Магуэ), Бангладеш (Читтагонгский горный район)
  - мро, даай, нга-ла, кхуми-ава, кхуми, или матупи, мара, или лакер, мюн, буалкхо, чинбон, ашо, шенду, велаунг, зипхе.

В Ethnologue старокукийская и северная подгруппы объединяются под названием северной.
Для ряда языков в Индии (мизо, тиддим, хака, фалам, кхуми и др.) создана письменность на латинской основе, местами они преподаются в начальной школе, на них ведется радиовещание, издаётся пресса; некоторые употребляют бенгальское письмо и деванагари, в Мьянме — бирманское.